# Perpetual Motion

Perpetual Motion (无穷 动, Wu qiong dong) est un film chinois réalisé par Ning Ying, sorti en 2005.

## Fiche technique
- Titre : Perpetual Motion
- Titre original : 无穷 动, Wu qiong dong
- Réalisation : Ning Ying
- Scénario : Ning Ying, Sola Liu et Huang Hung
- Images : Andrea Cavazzutti et Ning Ying
- Son : Bing Han
- Décor : Yang Xiaoping
- Musique : Sola Liu
- Montage : Ning Ying
- Production : Ning Ying pour Beijing Happy Village Ltd.
- Pays d'origine :  Chine
- Format : Couleurs - 1,85:1 - son Dolby numérique -  35 mm
- Genre : drame
- Durée : 90 minutes
- Date de sortie :
  - 10 septembre 2005 au festival international du film de Toronto au  Canada

## Distribution
- Huang Hung :
- Qinqin Li :
- Suola Liu :
- Yanni Ping :
- Hanzhi Zhang :